# Benzazocin
Benzazocin, ili benzoazocin, je hemijsko jedinjenje koje se sastoji od benzenskog prstena vezanog za azocinski prsten. Jedno od srodnih jedinjenja je benzomorfan.

## Literatura
- Alan R. Katritzky, Pozharskii (12. 10. 2000). Handbook of Heterocyclic Chemistry (2. изд.). Academic Press.  978-0-08-042988-5.